# 公職にある者等のあっせん行為による利得等の処罰に関する法律
公職にある者等のあっせん行為による利得等の処罰に関する法律（こうしょくしゃにあるものとうのあっせんこういによるりとくとうのしょばつにかんするほうりつ、平成12年法律第130号）は、あっせん利得行為等の規制に関する日本の法律である。

## 概要
旧来の刑法上のあっせん収賄罪は、贈賄側から請託を受けて他の公務員に職務上不正行為を斡旋したことを立証しなければならないなど犯罪の構成要件が厳しく、立件が困難だった。しかし、この法律によって、請託を受けて斡旋先の公務員の職務上適正な行為をさせても、財産上の利益を収受していれば適用される。
なお、処罰対象は公職にある者と国会議員秘書に限定されており、民間人閣僚とその秘書官や地方公職の秘書（地方自治体の特別秘書等）は対象外である。2004年の法改正までは国会議員秘書は国会議員公設秘書に限定されていた。
公職者のあっせん利得罪は法定刑は3年以下の拘禁刑、国会議員秘書のあっせん利得罪は法定刑は2年以下の拘禁刑である。ただし、国会議員私設秘書は請託を受けて斡旋先の公務員の職務上不正な行為をした場合は、公務員に適用されるあっせん収賄罪(法定刑は5年以下の拘禁刑)は適用されず、あっせん利得罪のみの適用となる。
1996年に発生した石橋産業事件の一環である若築建設事件を教訓に制定された。
2002年5月、和歌山県橋本市における指名業者選定をめぐる汚職事件が、この法律での逮捕状が出た初めての例となった。現職の市議と会社経営者によるこの事件は、第154回国会における衆議院特別委員会で取り上げられた。

## 内容
「公職にある者」（第1条）
衆議院議員、参議院議員又は地方公共団体の議会の議員若しくは長（首長）のこと。

「秘書」（第2条）
国会法第132条に規定する秘書（公設秘書）その他衆議院議員又は参議院議員に使用される者で当該衆議院議員又は当該参議院議員の政治活動を補佐するもののこと。

その他
犯人が収受した利益は没収、追徴される（第3条）。また、国外犯も処罰される（第5条）。その他、「適用上の注意」として、「この法律の適用に当たっては、公職にある者の政治活動を不当に妨げることのないように留意しなければならない。」と規定がある（第6条）